# Frankrikes generalständer

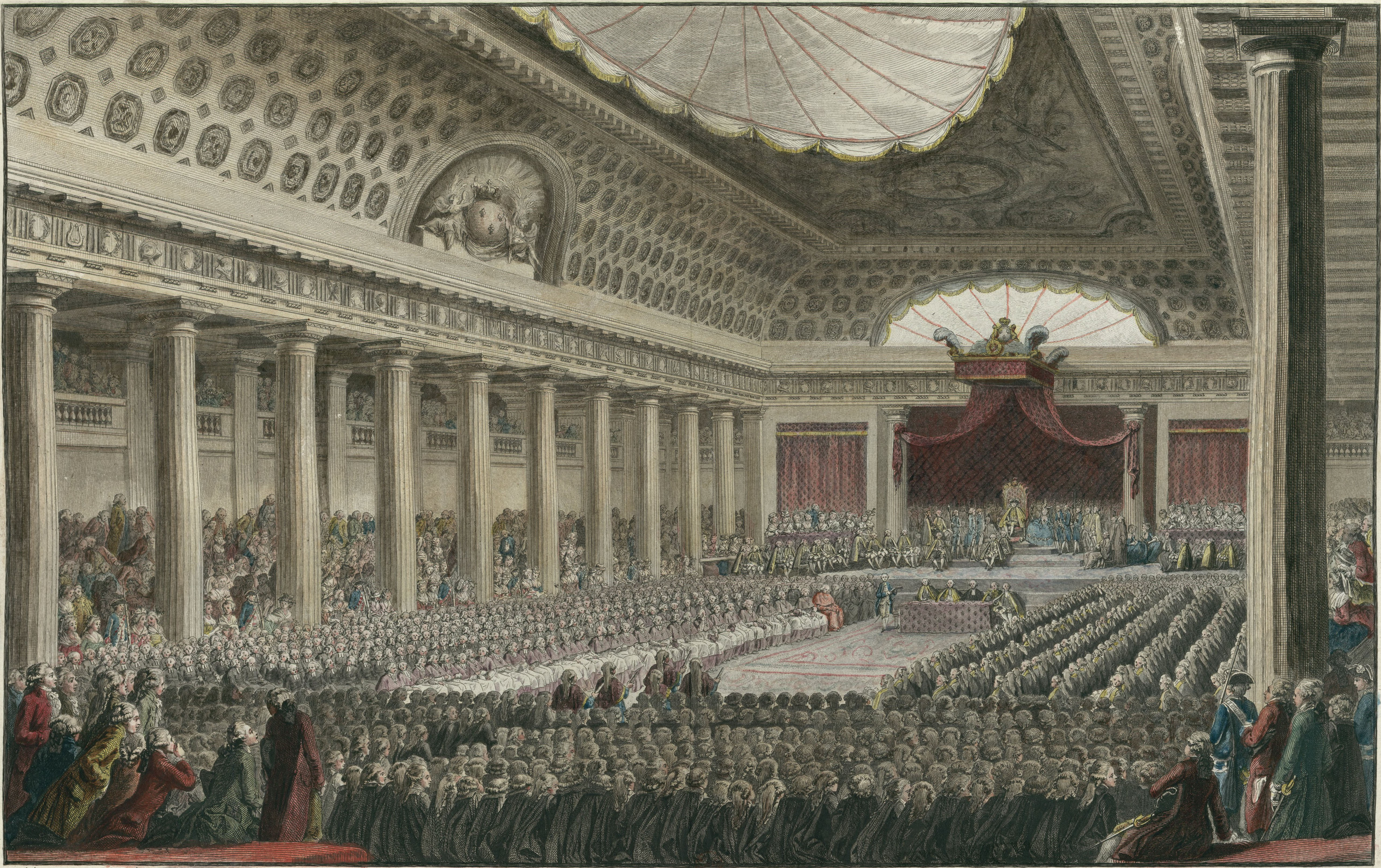
Generalständerna den 5 maj 1789.

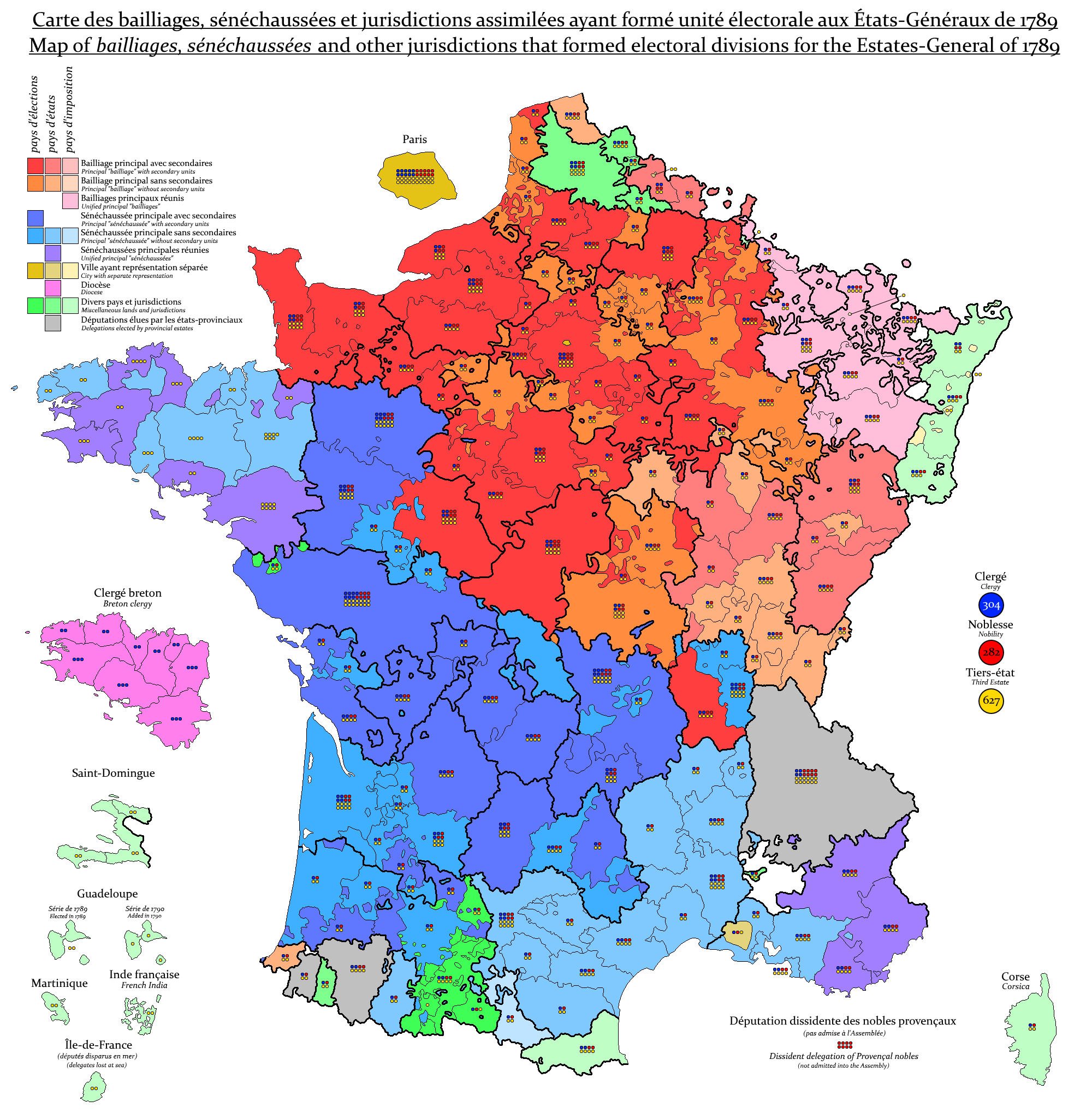
Karta över valkretsarna vid de sista generalständerna 1789.

Frankrikes generalständer (franska: États généraux) var en lagstiftande ståndsförsamling under ancien régime i Kungariket Frankrikes tidigmoderna historia. Till skillnad från andra liknande ständerförsamlingar, var inte generalständernas medverkan nödvändig för att kungen skulle kunna stifta lagar eller driva in nya skatter. Detta ledde till att generalständerna sällan eller aldrig blev inkallade när det gällde betydelsefulla beslut, utan endast när det passade kungens syften.
Generalständerna inkallades för sista gången i maj 1789, och hade då inte varit inkallat sedan 1614. Det tredje ståndet hade tillåtits att få ett ökat antal ledamöter, men när man insåg att detta inte skulle leda till något ökat inflytande marscherade man ut och upprättade istället en  nationalförsamling för att stifta lagar i folkets namn, samtidigt som man riktade en inbjudan till ledamöterna från det första och andra ståndet att ansluta sig. Kungen försökte att upplösa nationalförsamlingen, men detta ledde till att ledamöterna genom Eden i Bollhuset svor att man inte skulle skiljas åt innan man tagit fram en konstitution och detta var upptakten till det som blev den franska revolutionen.

## Sammansättning
Generalständerna var en ståndsförsamling med tre ständer, där varje stånd utgjorde en egen kammare som överlade och röstade för sig.
- Första ståndet (Det franska prästeståndet)
- Andra ståndet (Det franska adelsståndet)
- Tredje ståndet (Det franska tredje ståndet med bönder och borgare)

Grupperna i det första och andra ståndet representerade ungefär en halv miljon invånare, eller två procent av den franska befolkningen i slutet av 1700-talet. Det tredje ståndet såg sig själva som att de omfattade de resterande 98 procenten av befolkningen.